# Leta Hollingworth
Leta Stetter Hollingworth (Nebraska, 25 de maig de 1888 - Nova York, 27 de novembre de 1939) va ser una psicòloga educadora i feminista destacada per les seves aportacions sobre psicologia de les dones, psicologia clínica i psicologia de l'educació, en especial de l'educació d'infants amb altes capacitats.

## Biografia
Leta Anna Stetter va néixer a Dawes Country, Nebraska. Els seus pares vans er Margaret Elionor Danley i John G. Setter. Va ser la primera de tres germanes i va quedar orfe de mare als tres anys quan aquesta a morir en el part. Les tres germanes van anar a viure amb els avis materns fins que Leta tania 12 anys, quan el seu pare es va tronar a casar i ella i les seves les germanes es traslladaren a viure amb ell i la seva nova parella.
El 1902 Leta Stetter es va graduar a l'institut amb 15 anys i quan en va fer 16 va ser admesa a la Universitat de Nebraska on va cursar estudis de llengua i literatura i es va treure el certificat per a poder impartir classes a tot l'estat. Durant aquell període va conèixer i es va prometre amb el que seria el seu marit, Harry Hollingworth.
Al acabar la facultat Leta Stetter va estar treballant de professora d'institut durant dos anys i després es va traslladar a Nova York on es va casar amb Harry. El 31 de desembre de 1908.
Després de casar-se Leta va tenir problemes per poder trobar feina de mestra per culpa del seu estat civil i al 1911 va intentar reprendre els estudis. La dificultat d'obtenir beques per culpa de la seva condició de dona la va fer acabar virant de la literatura als caps de la sociologia i l'educació i es va treure el Màster en Educació a la Universitat de Colúmbia el 1913.
Just després va obtenir un lloc de treball a Clearing House for Mental Defectives ef New York que consistia en administrar el test d'intel·ligència de Binet. Un any després l'administració va començar a regular qui podia administrar els tests i Leta va treure el millor resultat en les oposicions, així que va ser nomenada psicòloga del Civil Sevice de Nova York. Va estar treballant de psicòloga clínica fins que es va treure en doctorat el 1916 i va començar a exercir de professora de psicologia de l'educació a la Universitat de Colúmbia.
A partir d'aquell moment es dedica especialment a investigar el retard mental, la discapacitat i la superdotació en la infància i l'adolescència. Al 1922 inicia dos classes d' «oportunitats especials» per joves amb altes capacitats en una escola pública i posteriorment funda i dirigeix l'escola Speyer per a infants excepcionals .
Va morir el 27 de novembre de 1939 als 53 anys degut a un càncer abdominal.

## Intel·ligència i gènere
L'interès de Leta Hollingworth pel que fa a la capacitat d'intel·ligència de els dones comencen quan es va casar i va veure les seves possibilitats de treball molt limitades. Aquest fet la porta a preguntar-se les bases teòriques que es tenien en compte per a afirmar la inferioritat intel·lectual de la dona. Al reprendre els seus estudis de màster se centra en desmentir la creença que el rendiment cognitiu i físic de les dones estigui condicionat pels seus cicles hormonals donant com a resultat la seva tesi sobre periodicitat funcional o com afecta la menstruació a les habilitats de les dones.
Després d'acabar el màster i entrar a treballar a la Clearing House for Mental Defectives segueix investigant sobre les diferències intel·lectuals entre els sexes intentant desmantellar la hipòtesi de la variabilitat masculina, que declarava que la variabilitat intel·lectual era major entre homes que entre persones de sexe femení.
Les primeres investigacions sobre aquest tema se centren en les diferències en l'edat de diagnòstic de retard mental entre els seus pacients i en quins eren els possibles motius. Arriba a la conclusió que les noies arriben més tard a Clearing House perquè les famílies de nens es preocupaven més aviat per si no podrien mantenir-se i per contra les famílies de les nenes les mantenien a casa més temps sempre que elles ajudéssin en les tasques de la llar o en la cura dels seus germans.
Després d'estudiar la variabilitat amb persones amb retard mental se centra en deslligar el concepte d'alta intel·ligència del d'eminència estudiant els factors que afecten les diferències d'èxit social a persones amb diferents contextos i demostrant que les diferencies ambientals intensificaven la variabilitat en homes i la inhibien en les dones.
El seu treball sobre intel·ligència i dones ha sigut una peça clau en el procés de demostració de la igualtat intel·lectual entre gèneres.

## Infants i adolescents amb altes capacitats
Les investigació sobre gènere i intel·ligència de Leta Hollingworth i el seu interès per l'educació de joves van fer que les seves investigacions exploressin les altes capacitats en la infància. El 1926 comença difondre alguns descobriments de les investigacions de Lewis Terman que demostren que en la infància hi ha el mateix nombre de nenes que de nens superdotats i que les nenes treien millors resultats en els tests d'intel·ligència fins als catorze anys i que per tant la falta de dones eminents s'havia de deure a factors ambientals.
A partir d'aquí Hollingworth se centra en com educar infants amb capacitats superiors. El seu enfocament no va en la línia de l'acceleració radical (saltar cursos acadèmics) ni de l'enriquiment del currículum escolar ordinari sinó en l'agrupament homogeni dels infants amb altes capacitats en classes especials, tot i que només en el cas de l'alumnat amb les capacitats més destacades. Seguint aquesta línia el 1922 inicia una prova amb dues classes d'«oportunitats especials» en un centre públic. Allà va ser quan va introduir per primera vegada els estudis biogràfics com a part del currículum per a persones amb altes capacitats.
Més endavant planifica i obre una escola experimental per estudiar en simultani un grup d'estudiants lents (grup Binet) i un d'estudiants molt ràpids (grup Terman). El pla d'estudis del grup Terman es pot considerar un prototip dels models de descobriment orientat posteriors i es basava en la lliure elecció per part dels estudiants de continguts d'importància social i la recerca autònoma de recursos per resoldre les preguntes que generaven. Durant tota la seva carrer professional va mantenir contacte amb l'alumnat del centre i va ser molt apreciada per tots els seus estudiants.

## Publicacions
Al llarg de la seva vida Leta Hollingworth va publicar més de vuitanta articles en diverses revistes científiques i va publicar quatre llibres, dins la seva producció podem destacar:
- Functional periodicity: An experimental study of the mental and motor abilities of women during menstruation (1914)
- Variability as related to sex differences in achievement. (1914).
- Social devices for impelling women to bear and rear children.(1916)
- Sex differences in mental traits. (1916).
- Special Talents and Defects: Their Significance for Education. (1923)
- Gifted children: Their nature and nurture (1926)
- The new woman in the making. (1927).
- The psychology of the adolescent. (1928).
- Children above the 180 IQ.Standford-Binet (publicat pòstumament)